# 란시 (배우)
란시(중국어 간체자: 斓曦, 정체자: 斕曦, 병음: Lán Xī, 한자음: 난희)라는 예명으로 널리 알려진 장판(중국어 간체자: 张凡, 정체자: 張凡, 병음: Zhāng Fán, 한자음: 장범, 1983년 9월 4일~)은 중화인민공화국의 배우이다.

## 출연 작품

### 텔레비전 드라마
- 2011년 동방 위성 텔레비전 동방극장《후궁견환전》 - 심미장 역
- 2015년 동방 위성 텔레비전 동방극장《미월전》 - 번소사 역
- 2021년 텐센트 웹드라마 《금심사옥》 - 간사전 역